# 2019年世界陸上競技選手権大会フィリピン選手団
2019年世界陸上競技選手権大会フィリピン選手団は、2019年9月27日から10月6日までカタールのドーハで開催された第17回世界陸上競技選手権大会のフィリピン選手団。

## 選手団
- 人員: 選手 1人

## 選手名簿・結果
| 選手                 | 種目       | 予選  | 予選 | 決勝     | 決勝     |
| 選手                 | 種目       | 結果  | 順位 | 結果     | 順位     |
| -------------------- | ---------- | ----- | ---- | -------- | -------- |
| アーネスト・オビエナ | 男子棒高跳 | 5.60m | 15位 | 予選敗退 | 予選敗退 |